# Cutanda
La località di Cutanda fa parte del comune di Calamocha. È situata a 1059 metri slm e a una distanza di 83 km da Teruel. La sua popolazione era di 187 abitanti nel censimento del 1990, 86 nel 2009.

## La Battaglia di Cutanda
Dopo la conquista di Saragozza (da parte di Alfonso I), gli Almoravidi al comando di Ibrahim ibn Yuüsuf organizzarono un grande esercito per frenare l'avanzata di Alfonso I. La battaglia favorevole al re aragonese (aiutato da Guglielmo IX d'Aquitania), ebbe luogo il 17 giugno del 1120 nei campi di Cutanda, vicino Calamocha. Così essi poterono consolidare le proprie conquiste, occupando Calatayud, Daroca e la riva destra dell'Ebro.
Nel XIV secolo si usava dire: “Peor fue que la de Cutanda” (È stata peggio che quella di Cutanda).

## Attualità
Attualmente appartiene al comune di Calamocha, poiché alcuni anni fa fu chiuso il suo municipio.